# マヂカルラブリーのオールナイトニッポン0(ZERO)
『マヂカルラブリーのオールナイトニッポン0(ZERO)』（まぢかるらぶりーのオールナイトニッポンゼロ）は、ニッポン放送をキーステーションに全国32局ネットで放送されているラジオ番組。2021年4月2日（1日深夜）放送開始。
お笑いコンビのマヂカルラブリー（野田クリスタル・村上）がパーソナリティを務める。

## 概要
- 過去に2020年4月19日、9月22日、2021年1月5日の計3回の単発特番を経て、同年3月10日に行われた「オールナイトニッポン0(ZERO)」新パーソナリティの記者会見にマヂカルラブリーの二人が登壇し、前任の水溜りボンドに代わって木曜日の新パーソナリティを務める事が発表された[3]。
- パーソナリティの起用のきっかけは、2020年3月の『R-1ぐらんぶり2020』にて、野田が18代目の王者となったことをきっかけに、当時のオールナイトニッポンチーフディレクターの石井玄が、自身のツイッターで「野田さん『R-1ぐらんぷり』優勝おめでとうございます!!オールナイトニッポンの特番やりたいです!」とオファーをしたことだったという[4]。
- 記者会見では、野田クリスタルは「ここ誰になるんだ？っていう論争がネット上でたくさんあった。その全員をなぎ倒して。みんなの屍の上に立っている」「単発をやった芸人たちの夢を背負ってここに立っていますので、責任感を感じながらちゃんとやろうと思う」とライバルたちへのリスペクトを含めた発言をし、村上は「社会貢献。悩んでいるティーンにアドバイスができるような、受験勉強をしているときに聴けるようなラジオにできたらいいな」と述べた[5]。
- 番組放送中は生配信アプリ「HAKUNA」（2022年10月 - 2023年9月）、「17LIVE」（2023年10月 - ）[6]でスタジオ内を映す生配信を行うほか、Spotifyでは過去の放送のアーカイブ配信もおこなっている[7]。
- ある程度トークを進行させてからタイトルコールをする番組がほとんどのオールナイトニッポン系列では珍しく、番組が始まるのと同時にタイトルコールをした後、普段の漫才同様「村上です」「◯◯(野田ではない別の肩書き)です」と自己紹介をしてからオープニングトークが始まる構成になっている。また、2021年秋ごろから番組のエンディングでは、「マヂカルラブリーの村上と」に続き、野田がその日の番組内容に合わせたワードで「〇〇でした。」と締めている。よって、番組内で野田クリスタルが自分の名前を名乗ることは基本的にはなく、「17LIVE」のアフタートークでは〆の挨拶で「野田クリ」と名乗る事がある。

## パーソナリティ
- マヂカルラブリー（野田クリスタル・村上）

## コーナー

### 現在のコーナー
いずれも放送開始当初より継続中。
日常系チーターを戦わせてみたのだがッ!
「この番組のリスナーには、チート能力（特殊能力）を持った人が多いはず」と定義づけ、リスナーから寄せられた「（毎回の募集テーマである）日常のシチュエーションの中で発動するチート行為」を紹介する。
読んだメール同士を一対一の勝ち抜き方式で比べて「そのテーマで一番強いチート」を決めるというルールだが、最後は野田の独断による「ルーザーズチョイス（敗者復活）」が行われ、全てのメールの中から1位が選出される。
BGMはQverktett:||『OVERLAPPERS』（テレビアニメ『異能バトルは日常系のなかで』オープニングテーマ）。
エール! 心のボディビル
ボディビル大会で観客から掛けられる比喩表現の豊富な掛け声のようなエールを、「心のボディビルダー」「心のマッチョ」に対して送るコーナー。
「エール」のほとんどが落ち込むようなシチュエーションに対して送られるため、村上からは「ポジティブになれるコーナー」と言われている。
BGMはニッキー・ロメロ『Back To You』（後述のタイアップコーナーでも使用）。

### 終了したコーナー
エール! 眠りのボディビル
ブレインスリープとタイアップしたスポンサーコーナー。上記の「心のボディビル」の派生コーナーで、「眠りのボディビルダー」からリラックス出来るエールを募集し、毎週最もリラックス出来た1名に「ブレインスリープマットレス」をプレゼントする。
「リラックス出来るエール」という触れ込みだが、読まれるメールは「心のボディビル」とほぼ同内容である。
7月16日放送回をもって終了。
マヂラブ軍 VS 三四郎軍 スピンオフ企画 見せてくれ! 誉れ! GoT魅力プレゼン合戦
テレビゲーム『Ghost of Tsushima』とタイアップしたスポンサーコーナーであり、『三四郎のオールナイトニッポン0(ZERO)』との対決企画。
お互いの番組のリスナーが「冥府から蘇り、武士の道から外れた『冥人リスナー』」としてどの様な行動をしたのかを募集し、紹介する。
紹介後、毎週番組を代表する「冥人リスナー」を一人決め、その後、公式ハッシュタグ『#冥人リスナー対決』の投稿数で勝敗を決定する。
心のプロテインバー
アサヒグループ食品『1本満足バー』とのタイアップコーナーとして、2021年11月に1ヶ月間行われた。
1本で体を満足させる「1本満足バー」のように、1言で「心」を満足させるワードを募集する。メールを読み上げる際は「1本満足バー」のテレビCMのリズムで読み上げる。
心のコツコツ
松井証券が取り扱う『つみたてNISA』とのタイアップコーナーとして、12月30日から3回に渡り行われた。
リスナーから、「コツコツ」と心に貯めて成長させるような「悔しかった思い出」「努力した日々」「辛かった出来事」などを、メールの最後に「コツコツ」と書くフォーマットで募集した。
タイアップ元が投資を目的とした金融商品であるため、コーナーの最後にはひろたみゆ紀（ニッポン放送アナウンサー）が投資に関する注意をアナウンスしていた。
エール! 心のコツコツ
松井証券とのタイアップコーナー。過去の辛かった体験をコツコツためている体験や経験をリスナーから募集する。ベストメールに選ばれたリスナーにはマヂカルラブリーの二人のボイスが入った目覚まし時計が贈呈された。
上記のような触れ込みで募集されたが、実際は「眠りのボディビル」同様「心のボディビル」とほとんど変わらない内容である事を、度々突っ込まれていた。
エール! 心のアメリカ
松井証券とのタイアップコーナー。努力した日々、つらかった思い出、悔しかった出来事をアメリカ国土のように広い心で受け止める自分に対してのエールをリスナーから募集する。「心のコツコツ」に続きベストメールに選ばれたリスナーにはマヂカルラブリーの二人のボイスが入った目覚まし時計が贈呈される。
メールの内容は「心のボディビル」「眠りのボディビル」とほぼ同じであるが、エールの部分は「アメリカ」を彷彿とさせるワードであることが求められる。
エール! 心のジモティー
ジモティーとのタイアップコーナー。「ダメな自分、失敗してしまったこと、情けない考え方」などの使えない心、不要なマインドへのエールをリスナーから募集する。内容は過去の「エール！」シリーズとほぼ同様だが、エールの部分は「◯◯に使えるんかい！」など、ポジティブな使い道を記載するルールとなっている。
エール! 心のアミノ酸
味の素とのタイアップコーナー。「心のアミノ酸となる自分自身への美しいエール」をリスナーから募集する。内容は過去の「エール！」シリーズとほぼ同様だが、エールの部分は「○○な俺！××かい！」と○○には自信のない自分自身、××には美しい例えを入れるルールとなっており、美しい例えには宝石や世界の観光名所などが主に使用された。2024年6月末に終了。
エール! 心のあたり前
2024年7月開始。ENEOSとのタイアップコーナー。リスナーから嬉しいことが、あたり前になるようなエールを募集する。

## ゲスト
| 年月日 | 年月日   | ゲスト                                    | 備考 |
| ------ | -------- | ----------------------------------------- | --- |
| 2021年 | 4月23日  | 清水久嗣                                  | スペシャルウィーク。 「『スーパー野田ゲーPARTY』ラジオ最速実況プレイスペシャル」として放送し、清水は実況を担当。 |
| 2021年 | 6月18日  | 厚切りジェイソン                          | スペシャルウィーク。 1986年生まれ、体を鍛えていること、QBハウスのユーザーである、プログラミングが出来るなどの共通点を持つ野田とジェイソンが、 どちらがそれぞれの要素で勝っているか対決した。 |
| 2021年 | 9月10日  | 駒場孝（ミルクボーイ）                    | スペシャルウィーク。 自身を「マッチョである」と認めたがらない駒場が変人であるとし、その変人ぶりを追求。 |
| 2021年 | 10月22日 | 又吉直樹（ピース）                        | スペシャルウィーク。 先輩であるLove Me Doの占いの中で、「将来芥川龍之介賞を受賞する」と予言された野田が、 同賞の受賞者の又吉に小説に関するアドバイスを受けた。 |
| 2021年 | 12月17日 | 杉浦太陽                                  | スペシャルウィーク。 野田が芸人になった「モーニング娘。、ひいては辻希美に会いたい」というきっかけを元に、 辻の夫である杉浦へ「自身も辻と出会うチャンスはあったのか」を質問した。 |
| 2022年 | 1月20日  | 永野                                      | 村上が新型コロナウイルス感染症の濃厚接触者となったために出演を辞退し、番組中盤から代役として参加。 |
| 2022年 | 4月21日  | 寺内ゆうき（ランパンプス）                | スペシャルウィーク。 寺内の過去の発言や行動が「全て現在話題になっている」一方、そのどれもに仕事などで携わっていないことから、 寺内は”預言者”であると断定し、その真相を本人に問いただした。 なお、番組のラテ欄や公式Twitterの告知では寺内の名前を出さず、放送内容に沿った「預言者」という表記で紹介されていた。 |
| 2022年 | 6月16日  | ZAZY                                      | スペシャルウィーク。 |
| 2022年 | 8月11日  | 清水久嗣                                  | 「『スーパー野田ゲーWORLD』ラジオ最速実況プレイスペシャル」の実況を担当。 ミクチャでの配信終了とHAKUNAでの配信開始の間の期間だったことから、音声のみの実況が行われた。 |
| 2022年 | 9月1日   | もっちー先生                              | スペシャルウィーク。 漫画『ONE PIECE』のファンである野田が、『ONE PIECE』の考察系YouTuberである同氏とともに今後の展開などを考察していった。 |
| 2022年 | 10月20日 | 根建太一（囲碁将棋） リボルバー・ヘッド   | スペシャルウィーク。番組イベントの準備で時間がなく、各ゲストへのブッキングに失敗したため、 マヂカルラブリーと親交の深い根建と野田がジム長を務める「クリスタルジム」トレーナーでもあるリボルバー・ヘッドが急遽決定した。                                                                                        |
| 2022年 | 12月22日 | 四千頭身                                  | スペシャルウィーク。 |
| 2023年 | 2月16日  | 蛙亭                                      | スペシャルウィーク。「オールナイトニッポン55周年記念 オールナイトニッポン55時間スペシャル」の当該週。 オールナイトニッポン系列の番組でレギュラーパーソナリティを務めている中から選出され、 『オールナイトニッポンPODCAST『蛙亭のトノサマラジオ』のパーソナリティーとしてゲストに選ばれた。                     |
| 2023年 | 2月17日  | 佐久間宣行、三四郎、フワちゃん、ぺこぱ    | 「オールナイトニッポン55周年記念 オールナイトニッポン55時間スペシャル」内の特別番組『オールナイトニッポン0(ZERO) 55時間スペシャル』として放送。 |
| 2023年 | 4月20日  | ニューヨーク                              | スペシャルウィーク。特別企画「働き方改革SP」を実施。 |
| 2023年 | 6月15日  | 囲碁将棋                                  | スペシャルウィーク。 |
| 2023年 | 8月17日  | 出川哲朗                                  | 直前に放送された『出川哲朗のオールナイトニッポン』のエンディング内で、出川がコンビ名を「ラヂカルマジリー」と誤読。 その謝罪のため急遽スタジオに登場した。 |
| 2023年 | 8月31日  | ドロピザ                                  | スペシャルウィーク。実の兄妹である『ONE PIECE』の考察系YouTuber。メンバーの凌はニッポン放送の元社員。 |
| 2023年 | 9月15日  | ダイヤモンド                              | お笑いラジオスターウィーク。 |
| 2023年 | 10月20日 | リボルバー・ヘッド 高野正成（きしたかの） | スペシャルウィーク。 |
| 2023年 | 12月15日 | 東京ホテイソン                            | スペシャルウィーク。同年4月にゲスト出演したニューヨークに続き特別企画「働き方改革SP第二弾」を実施。 |
| 2024年 | 2月1日   | ゴー☆ジャス                               | スペシャルウィーク。 |
| 2024年 | 2月22日  | ナインティナイン                          | 前番組『ナインティナインのオールナイトニッポン』パーソナリティ。オープニングトーク中に乱入。 |
| 2024年 | 2月29日  | ナインティナイン                          | 前番組『ナインティナインのオールナイトニッポン』パーソナリティ。オープニングトーク中に乱入。 |
| 2024年 | 3月7日   | ナインティナイン                          | 前番組『ナインティナインのオールナイトニッポン』パーソナリティ。オープニングトーク中に乱入。 |
| 2024年 | 4月19日  | えなこ 根建太一（囲碁将棋）               | スペシャルウィーク。根建はコスプレにもグラビアにも興味が無い「中立」の立場として出演。 |
| 2024年 | 6月13日  | おいでやす小田                            | スペシャルウィーク。特別企画「働き方改革SP第三弾」を実施。 |
| 2024年 | 8月29日  | コヤッキー とーや                         | スペシャルウィーク。『ONE PIECE』関連が専門の「コヤッキーチャンネル」、 都市伝説を扱う「コヤッキースタジオ」の2つのチャンネルを運用するYouTuber。 |
| 2024年 | 9月6日   | LEO（BE:FIRST）                           | |
| 2024年 | 10月24日 | 藤本敏史（FUJIWARA） リボルバー・ヘッド   | スペシャルウィーク。 藤本は去年10月に当番組でリボルバー・ヘッドと共演予定であったものの、諸事情によりキャンセルとなったことが明かされた。 |
| 2024年 | 12月13日 | 杉田智和                                  | スペシャルウィーク。録音放送。特別企画「やれやれ系リスナー選手権」を実施。 |
| 2025年 | 2月6日   | 吉村崇（平成ノブシコブシ）                | スペシャルウィーク。特別企画「働き方改革SP第四弾」を実施。 |
| 2025年 | 4月25日  | 寺門ジモン（ダチョウ俱楽部）              | スペシャルウィーク。録音放送。 |

## 代理番組
- 2022年1月6日 - オダウエダ
- 2022年9月15日 - iri
- 2023年1月5日 - 天才ピアニスト
- 2024年1月4日 - 紅しょうが
- 2024年9月12日 - 新しい学校のリーダーズ
- 2025年1月2日 - ラパルフェ

## スタッフ
- ディレクター：齋藤修
- 構成：福田卓也、高橋亘（トゥルーマン翔）
- ミキサー：若林千真
- AD：落合凌大

## テーマ曲・フィラー

### 現在
テーマ曲
- オープニング：植松伸夫「ゴールドソーサー[注 1]」（2020年9月22日 - 2021年11月5日[注 2]、2021年12月10日 - ）
- エンディング：Herb Alpert & The Tijuana Brass「BITTERSWEET SAMBA」

フィラー曲
全て野田の配信アルバム『出囃子』の収録曲。
- さっき聞いたぜ
- 高速回転
- あんなに丸い物を見たのは初めてなのさ
- 単独ライブ
- ダンスの時間の始まり
- ヤンキーの集団に囲まれた話

### 過去
- オープニング：奥井亜紀「晴れてハレルヤ」（2021年11月12日 - 12月3日）

## ネット局と放送時間
| 放送対象地域   | 放送局                                   | 放送期間        | 放送時間                   | 備考       |
| -------------- | ---------------------------------------- | --------------- | -------------------------- | ---------- |
| 関東広域圏     | ニッポン放送（LF） 制作局                | 2021年4月1日 -  | 金曜 3:00 - 4:30(木曜深夜) | 同時ネット |
| 北海道         | STVラジオ（STV）                         | 2021年4月1日 -  | 金曜 3:00 - 4:30(木曜深夜) | 同時ネット |
| 青森県         | 青森放送（RAB）                          | 2021年4月1日 -  | 金曜 3:00 - 4:30(木曜深夜) | 同時ネット |
| 宮城県         | 東北放送（tbc）                          | 2021年4月1日 -  | 金曜 3:00 - 4:30(木曜深夜) | 同時ネット |
| 茨城県         | 茨城放送（LuckyFM）                      | 2021年4月1日 -  | 金曜 3:00 - 4:30(木曜深夜) | 同時ネット |
| 栃木県         | 栃木放送（CRT）                          | 2021年4月1日 -  | 金曜 3:00 - 4:30(木曜深夜) | 同時ネット |
| 長野県         | 信越放送（SBC）                          | 2021年4月1日 -  | 金曜 3:00 - 4:30(木曜深夜) | 同時ネット |
| 新潟県         | 新潟放送（BSN）                          | 2021年4月1日 -  | 金曜 3:00 - 4:30(木曜深夜) | 同時ネット |
| 富山県         | 北日本放送（KNB）                        | 2021年4月1日 -  | 金曜 3:00 - 4:30(木曜深夜) | 同時ネット |
| 静岡県         | 静岡放送（SBS）                          | 2021年4月1日 -  | 金曜 3:00 - 4:30(木曜深夜) | 同時ネット |
| 中京広域圏     | 東海ラジオ（SF）                         | 2021年4月1日 -  | 金曜 3:00 - 4:30(木曜深夜) | 同時ネット |
| 滋賀県 京都府  | KBS滋賀 京都放送（KBS）                  | 2021年4月1日 -  | 金曜 3:00 - 4:30(木曜深夜) | 同時ネット |
| 兵庫県         | ラジオ関西（CRK）                        | 2021年4月1日 -  | 金曜 3:00 - 4:30(木曜深夜) | 同時ネット |
| 香川県         | 西日本放送（RNC）                        | 2021年4月1日 -  | 金曜 3:00 - 4:30(木曜深夜) | 同時ネット |
| 愛媛県         | 南海放送（RNB）                          | 2021年4月1日 -  | 金曜 3:00 - 4:30(木曜深夜) | 同時ネット |
| 高知県         | 高知放送（RKC）                          | 2021年4月1日 -  | 金曜 3:00 - 4:30(木曜深夜) | 同時ネット |
| 福岡県         | 九州朝日放送（KBC）                      | 2021年4月1日 -  | 金曜 3:00 - 4:30(木曜深夜) | 同時ネット |
| 長崎県・佐賀県 | 長崎放送（NBC） NBCラジオ佐賀（NBC佐賀） | 2021年4月1日 -  | 金曜 3:00 - 4:30(木曜深夜) | 同時ネット |
| 沖縄県         | ラジオ沖縄（ROK）                        | 2021年4月1日 -  | 金曜 3:00 - 4:30(木曜深夜) | 同時ネット |
| 山梨県         | 山梨放送（YBS）                          | 2021年9月30日 - | 金曜 3:00 - 4:30(木曜深夜) | 同時ネット |
| 石川県         | 北陸放送（MRO）                          | 2021年9月30日 - | 金曜 3:00 - 4:30(木曜深夜) | 同時ネット |
| 鹿児島県       | 南日本放送（MBC）                        | 2021年9月30日 - | 金曜 3:00 - 4:30(木曜深夜) | 同時ネット |
| 秋田県         | 秋田放送（ABS）                          | 2022年3月31日 - | 金曜 3:00 - 4:30(木曜深夜) | 同時ネット |
| 福島県         | ラジオ福島（rfc）                        | 2022年3月31日 - | 金曜 3:00 - 4:30(木曜深夜) | 同時ネット |
| 山口県         | 山口放送（KRY）                          | 2022年3月31日 - | 金曜 3:00 - 4:30(木曜深夜) | 同時ネット |
| 熊本県         | 熊本放送（RKK）                          | 2022年3月31日 - | 金曜 3:00 - 4:30(木曜深夜) | 同時ネット |
| 宮崎県         | 宮崎放送（MRT）                          | 2022年3月31日 - | 金曜 3:00 - 4:30(木曜深夜) | 同時ネット |
| 岩手県         | IBC岩手放送                              | 2022年9月29日 - | 金曜 3:00 - 4:30(木曜深夜) | 同時ネット |
| 福井県         | 福井放送（FBC）                          | 2022年9月29日 - | 金曜 3:00 - 4:30(木曜深夜) | 同時ネット |
| 島根県・鳥取県 | 山陰放送（BSS）                          | 2022年9月29日 - | 金曜 3:00 - 4:30(木曜深夜) | 同時ネット |
| 大分県         | 大分放送（OBS）                          | 2022年9月29日 - | 金曜 3:00 - 4:30(木曜深夜) | 同時ネット |
| 広島県         | 中国放送（RCC）                          | 2023年3月31日 - | 金曜 3:00 - 4:30(木曜深夜) | 同時ネット |

## 出来事
- 2023年3月2日、9日、16日の放送内で、村上が"花粉症の症状が緩和される”として健康茶である「ジャムーティー」の飲用を話題に出したが、同年4月12日に国民生活センターが「ジャムーティー」の中にステロイド成分の含有があった事を公表[20]。これに伴い、村上は自身のTwitter上で謝罪の文章を投稿したほか、4月13日には番組サイト上に注意喚起および医療機関への相談を促す記事を掲載[21]。同日（14日深夜）放送回では番組冒頭で村上から改めて注意喚起が行われた。また、Spotifyなどのポッドキャスト配信ではアーカイブから当該の放送分を一度削除したのち、「ジャムーティー」について該当する箇所のトークを削除したものが再配信されている。

## 番組イベント
『マヂカルラブリーのオールナイトニッポンZERO II’〜でっかいフォーラムでーす〜』
2022年10月1日、東京・東京国際フォーラム ホールAにて開催。番組内でアイデアが出ていたマグロ解体ショー、1年半の番組の歴史を総ざらいするトークコーナー、番組内コーナー「エール！心のボディビル」の本物のボディビルダーを交えたスペシャルバージョン、リスナーと野田が「スーパー野田ゲーWORLD」で対決、直前にリスナーから投稿されたいくつかの対決企画など、様々な企画が行われた。会場には約5000人のリスナーが集結し、生配信も行われた。